# Pallacanestro femminile agli XI Giochi panamericani
Il Campionato femminile di pallacanestro agli XI Giochi panamericani si è svolto dal 3 all'11 agosto 1991 a L'Avana, a Cuba, durante gli XI Giochi panamericani. La vittoria finale è andata alla nazionale brasiliana.

## Squadre partecipanti
- Argentina
- Brasile
- Canada
- Cuba
- Stati Uniti

## Prima fase

### Turno preliminare
| Squadra     | G | V | P | PF  | PS  | DP   | P.ti |
| ----------- | - | - | - | --- | --- | ---- | ---- |
| Brasile     | 4 | 4 | 0 | 334 | 293 | +41  | 8    |
| Stati Uniti | 4 | 3 | 1 | 359 | 268 | +91  | 7    |
| Cuba        | 4 | 2 | 2 | 346 | 299 | +47  | 6    |
| Canada      | 4 | 1 | 3 | 288 | 317 | -29  | 5    |
| Argentina   | 4 | 0 | 4 | 204 | 354 | -150 | 4    |

## Risultati
| L'Avana 3 agosto 1991                   | Stati Uniti | 87 – 70 | Canada |  |
| \| \| \| \| \| Gordon 20 \| Punti \| \| |             |         |        |  |
|                                         |             |         |        |  |
| Gordon 20                               | Punti       |         |        |  |

| L'Avana 3 agosto 1991 | Cuba | 93 – 47 | Argentina |  |

| L'Avana 4 agosto 1991                    | Brasile | 87 – 84 (45-40) | Stati Uniti |  |
| \| \| \| \| \| \| Punti \| 20 Edwards \| |         |                 |             |  |
|                                          |         |                 |             |  |
|                                          | Punti   | 20 Edwards      |             |  |

| L'Avana 4 agosto 1991 | Cuba | 95 – 71 | Canada |  |

| L'Avana 5 agosto 1991                    | Stati Uniti | 97 – 40 (52-30) | Argentina |  |
| \| \| \| \| \| McClain 20 \| Punti \| \| |             |                 |           |  |
|                                          |             |                 |           |  |
| McClain 20                               | Punti       |                 |           |  |

| L'Avana 5 agosto 1991 | Brasile | 74 – 66 | Canada |  |

| L'Avana 7 agosto 1991 | Canada | 81 – 61 | Argentina |  |

| L'Avana 7 agosto 1991 | Brasile | 90 – 87 (52-33) | Cuba |  |

| L'Avana 8 agosto 1991, ore 15:30 | Brasile | 83 – 56 (41-31) | Argentina |  |

| L'Avana 8 agosto 1991, ore 20:00         | Stati Uniti | 91 – 71 (45-40) | Cuba | (15.000 spett.) |
| \| \| \| \| \| Edwards 20 \| Punti \| \| |             |                 |      |                 |
|                                          |             |                 |      |                 |
| Edwards 20                               | Punti       |                 |      |                 |

## Finali 1º - 3º posto
|  | Semifinali  | Semifinali  | Semifinali |      |         | Finale 1º posto | Finale 1º posto | Finale 1º posto |  |
|  |             |             |            |      |         |                 |                 |                 |  |
|  | Brasile     | Brasile     | 87         |      |         |                 |                 |                 |  |
|  | Brasile     | Brasile     | 87         |      |         |                 |                 |                 |  |
|  | Canada      | Canada      | 78         |      |         |                 |                 |                 |  |
|  | Canada      | Canada      | 78         |      | Brasile | Brasile         | 97              |                 |  |
|  |             |             |            |      | Brasile | Brasile         | 97              |                 |  |
|  |             |             | Cuba       | Cuba | 76      |                 |                 |                 |  |
|  | Cuba        | Cuba        | Cuba       | Cuba | 76      | 86              |                 |                 |  |
|  | Cuba        | Cuba        |            |      |         | 86              |                 |                 |  |
|  | Stati Uniti | Stati Uniti | 81         |      |         | Finale 3º posto | Finale 3º posto | Finale 3º posto |  |
|  | Stati Uniti | Stati Uniti | 81         |      |         |                 |                 |                 |  |
|  |             |             |            |      |         |                 |                 |                 |  |
|  |             |             |            |      |         | Canada          | Canada          | 61              |  |
|  |             |             |            |      |         | Canada          | Canada          | 61              |  |
|  |             |             |            |      |         | Stati Uniti     | Stati Uniti     | 92              |  |

## Semifinali
| L'Avana 10 agosto 1991, ore 13:00 | Brasile | 87 – 78 | Canada |  |

| L'Avana 10 agosto 1991, ore 14:30                     | Cuba  | 86 – 81 (37-34) | Stati Uniti |  |
| \| \| \| \| \| Hernández 28 \| Punti \| 22 Edwards \| |       |                 |             |  |
|                                                       |       |                 |             |  |
| Hernández 28                                          | Punti | 22 Edwards      |             |  |

## Finale 3º - 4º posto
| L'Avana 11 agosto 1991, ore 13:00        | Stati Uniti | 92 – 61 | Canada |  |
| \| \| \| \| \| Edwards 22 \| Punti \| \| |             |         |        |  |
|                                          |             |         |        |  |
| Edwards 22                               | Punti       |         |        |  |

## Finale 1º - 2º posto
| L'Avana 11 agosto 1991, ore 14:30 | Brasile | 97 – 76 | Cuba |  |

## Classifica finale
| Pos. | Squadra     | Formazione |
| ---- | ----------- | --- |
|      | Brasile     | Brasile4 Hortência, 5 Ana Mota, 6 Nádia, 7 Vânia Hernandes, 8 Paula, 9 Janeth, 10 Adriana, 11 Marta Sobral, 12 Ruth, 13 Roseli, 14 Joyce, 15 Simone, All. Maria Helena Cardoso |
|      | Cuba        | Cuba4 Borrell, 5 A. Hernández, 6 Vigil, 7 Abreu, 8 Perdomo, 9 Herrera, 10 León, 11 Martínez, 12 Henry, 13 Seino, 14 R. Hernández, 15 Enríquez, All. Manuel Pérez               |
|      | Stati Uniti | Stati Uniti4 T. Edwards, 5 Henning, 6 Woodard, 7 M. Edwards, 8 Azzi, 9 Gordon, 10 Stinson, 11 Lloyd, 12 McClain, 13 Dixon, 14 Street, 15 Lacy, All. C. Vivian Stringer         |
| 4.   | Canada      | Canada4 Molcak, 5 Karch, 6 Pendergast, 7 Bertholet, 8 Norman, 9 Evans, 10 Johnston, 11 Stewart, 12 Moore, 13 Hendry, 14 Blackwell, 15 Scott, All. Wayne Hussey                 |
| 5.   | Argentina   | Argentina4 Andújar, 5 Galé, 6 Rosolen, 7 Smidt, 8 Tizón, 9 Colombo, 10 Casini, 11 Falabella, 12 García, 13 Ferazzoli, 14 Andreozzi, 15 Van Der Wee, All. Eduardo Pinto         |